# Hodoșa
Hodoșa [hoˈdoʃa] (veraltet Hodiș; ungarisch Székelyhodos oder auch Hodos) ist eine Gemeinde im Kreis Mureș in der Region Siebenbürgen in Rumänien.

## Geographische Lage

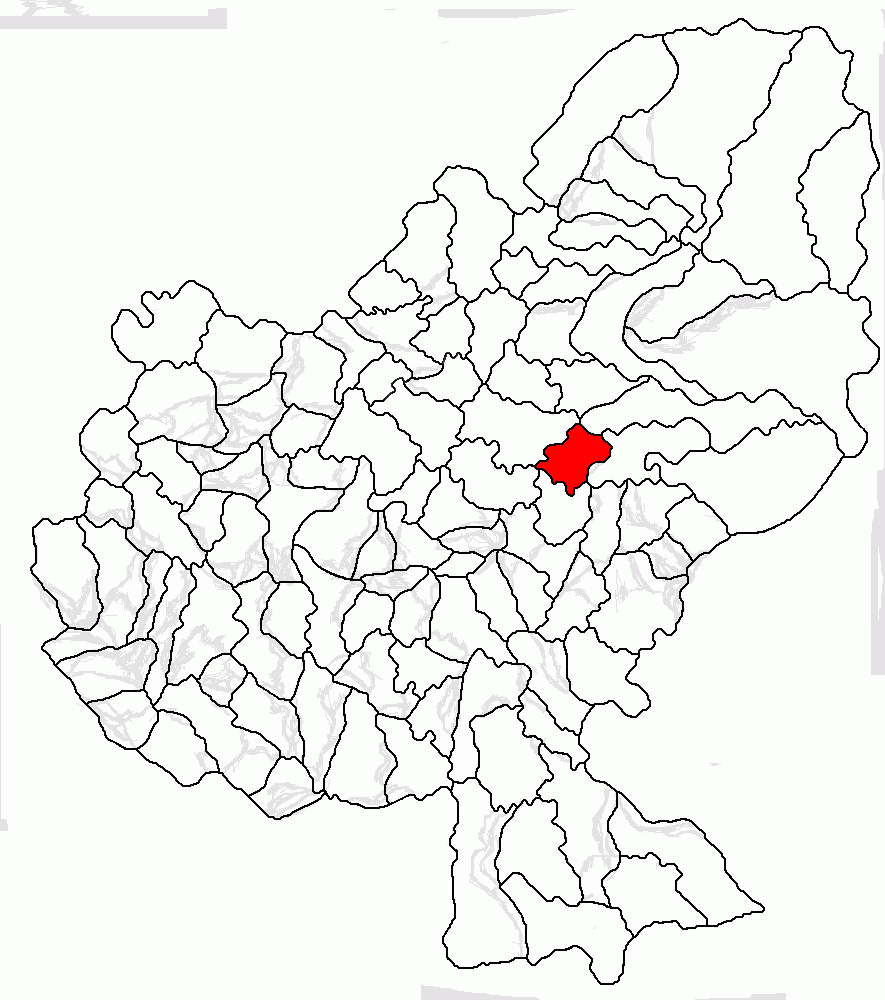
Lage der Gemeinde Hodoșa im Kreis Mureș

Die Gemeinde Hodoșa liegt nördlich des Kokel-Hochlands (Podișul Târnavelor) im Siebenbürgischen Becken. Am Bach Hodoș, einem rechten Zufluss des Niraj (Niersch), und an der Kreisstraße (Drum județean) DJ 135A befindet sich der Ort Hodoșa 15 Kilometer nördlich von der Kleinstadt Miercurea Nirajului (Sereda) und etwa 30 Kilometer nordöstlich von der Kreishauptstadt Târgu Mureș (Neumarkt am Mieresch) entfernt. Die drei eingemeindeten Dörfer sind drei bis sieben Kilometer vom Gemeindezentrum entfernt.

## Geschichte
Der Ort Hodoșa wurde 1332 erstmals urkundlich erwähnt. Auf eine frühere Besiedlung des Gemeindeareals sind keine Angaben verzeichnet, außer, dass auf dem Gebiet von Hodoșa ein archäologischer Fund der Bronzezeit zugeordnet wurde.
Im Königreich Ungarn gehörte die heutige Gemeinde dem Stuhlbezirk Régen alsó im Komitat Maros-Torda, anschließend dem historischen Kreis Mureș und ab 1950 dem heutigen Kreis Mureș an.

## Bevölkerung
Die Bevölkerung der Gemeinde Hodoșa entwickelte sich wie folgt:
| 1850 | 2.058 | 136 | 1.911 | - | 11  |
| 1920 | 2.352 | 100 | 2.214 | - | 38  |
| 1956 | 2.729 | 24  | 2.636 | - | 69  |
| 2002 | 1.420 | 9   | 1.293 | - | 118 |
| 2011 | 1.261 | 13  | 1.121 | 2 | 125 |
| 2021 | 1.179 | 38  | 949   | - | 192 |

Seit 1850 wurde auf dem Gebiet der heutigen Gemeinde die höchste Einwohnerzahl und gleichzeitig die der Magyaren 1956 registriert. Die höchste Einwohnerzahl der Rumänen wurde 1850, die der Roma (125) 2021 und die der Rumäniendeutschen 2011 ermittelt.

## Sehenswürdigkeiten
- Im Gemeindezentrum die römisch-katholische Kirche,[7] im 14. bis 18. Jahrhundert errichtet und im 19. umgebaut, steht unter Denkmalschutz.[8]
- Im eingemeindeten Dorf Isla (ungarisch Iszló) die unitarische Kirche,[9] im 17. Jahrhundert errichtet, steht unter Denkmalschutz.[8]

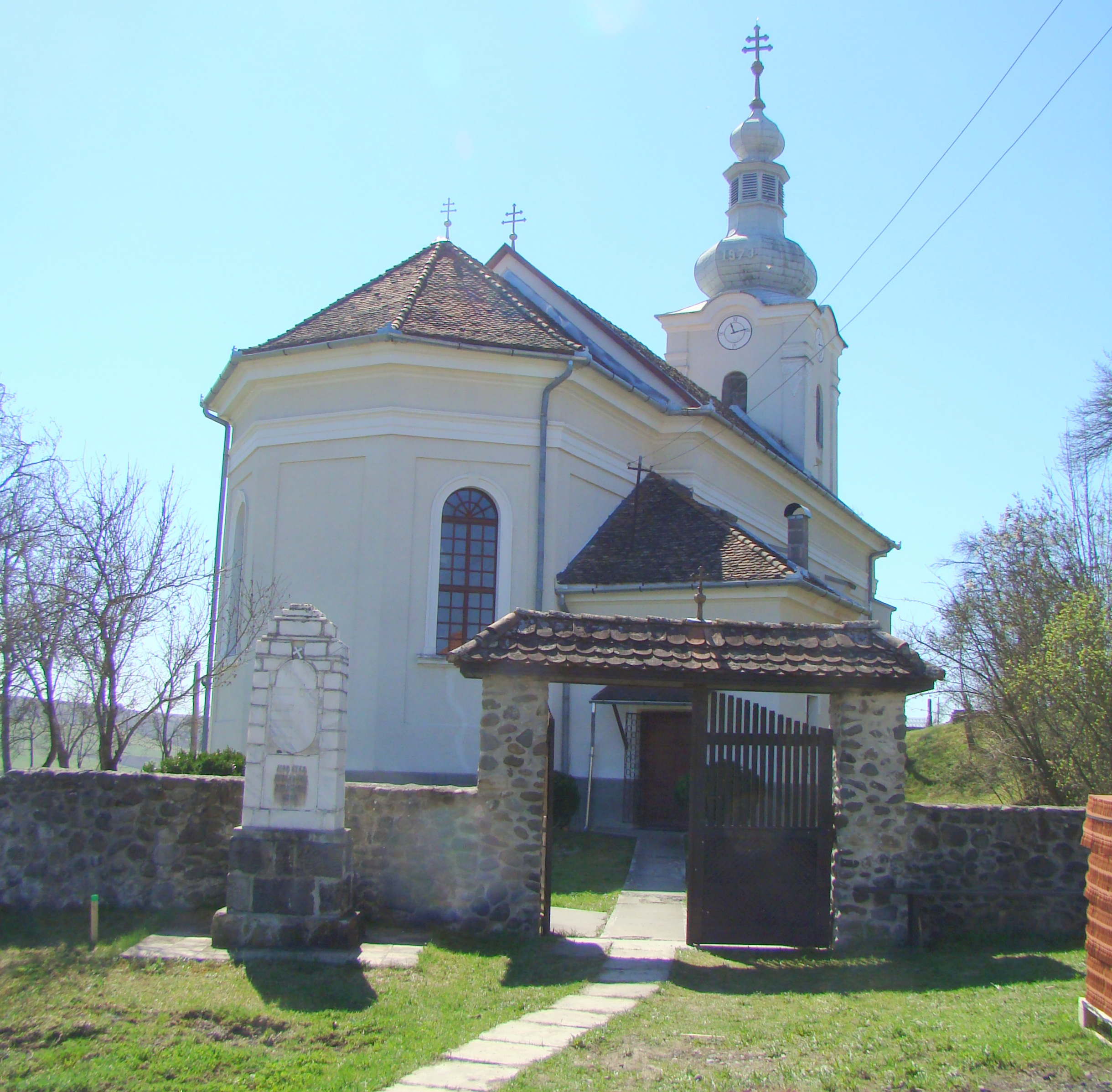
Römisch-katholische Kirche in Hodoșa
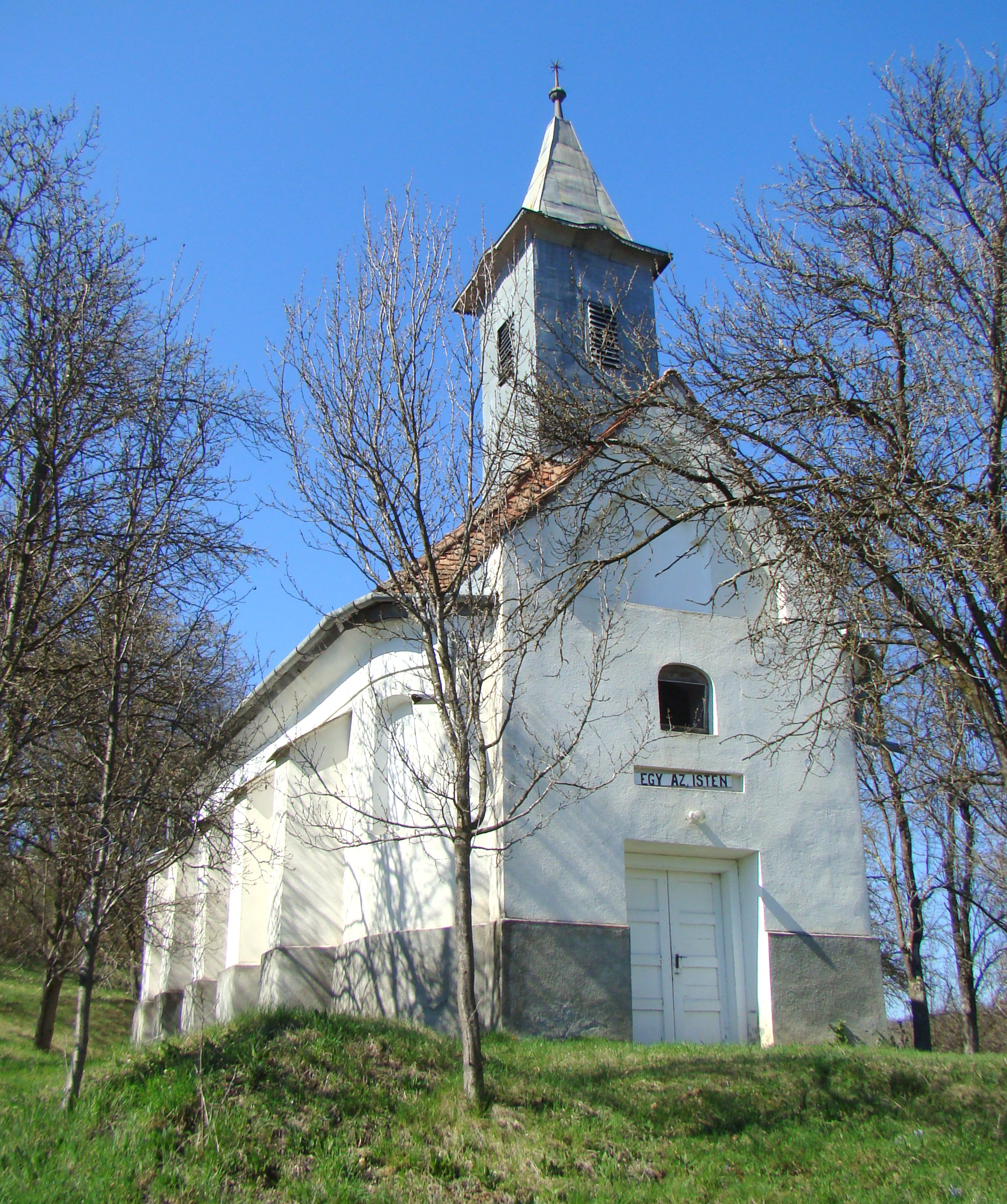
Unitarische Kirche in Isla
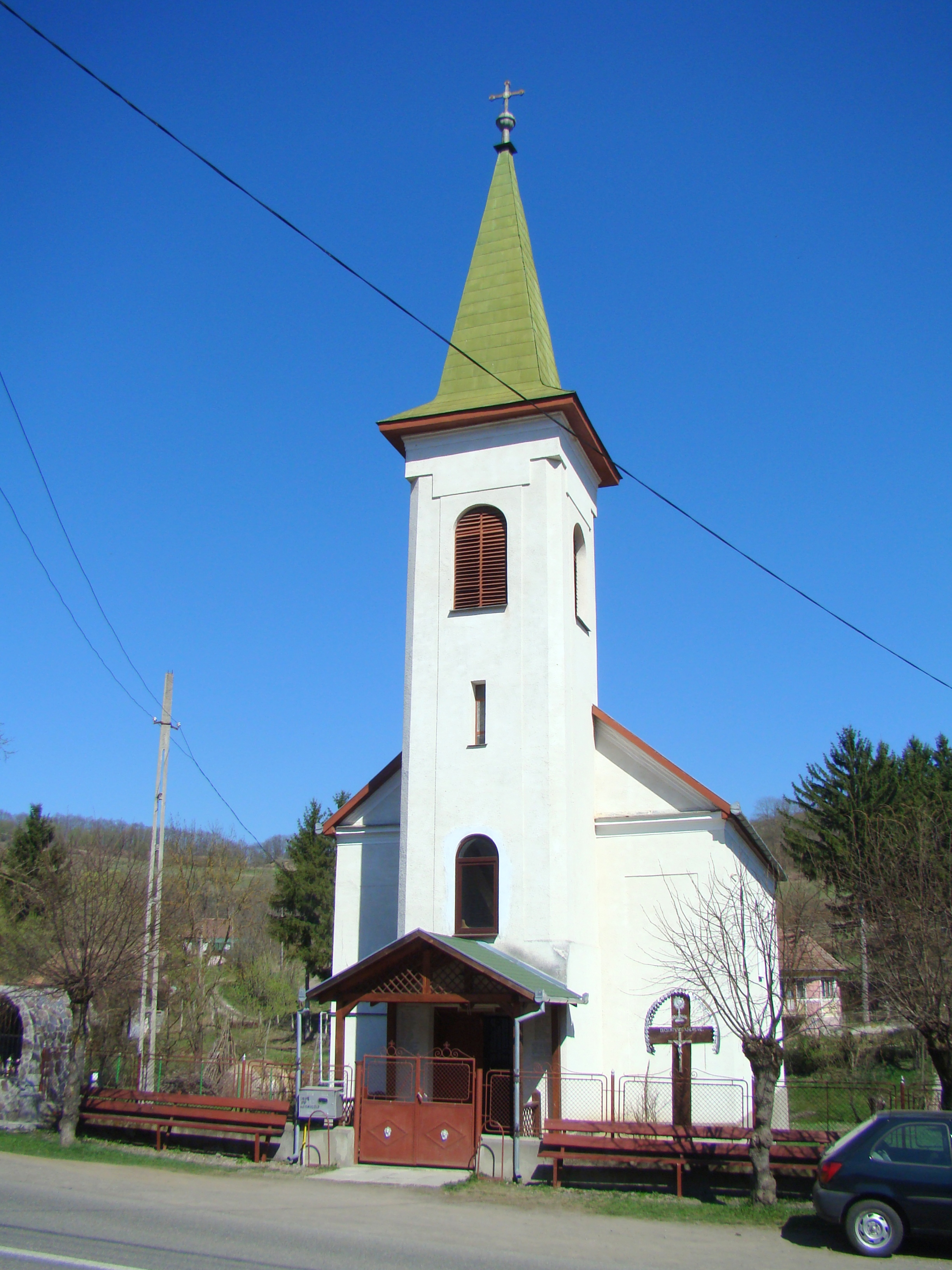
Katholische Kirche in Isla
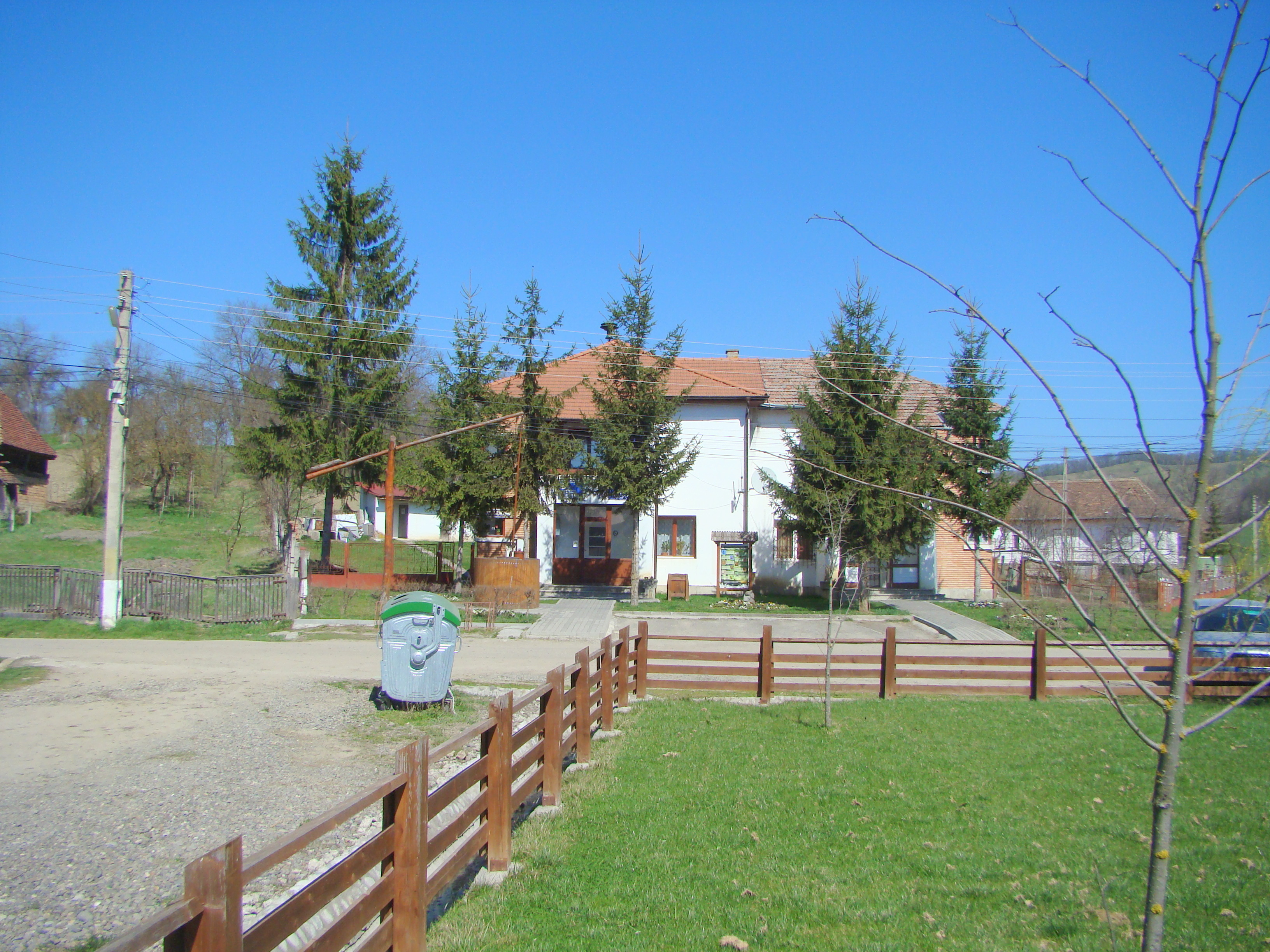
Rathaus

## Städtepartnerschaften
Die Gemeinde Hodoșa pflegt Partnerschaften mit den ungarischen Gemeinden Géderlak und Szegi, mit der französischen Gemeinde Venerque und mit der niederländischen Gemeinde Eijsden.